# Cecilton
Cecilton és una població dels Estats Units a l'estat de Maryland. Segons el cens del 2000 tenia 474 habitants.

## Demografia
Segons el cens del 2000, Cecilton tenia 474 habitants, 198 habitatges, i 129 famílies. La densitat de població era de 406,7 habitants per km².
Dels 198 habitatges en un 31,3% hi vivien nens de menys de 18 anys, en un 39,4% hi vivien parelles casades, en un 19,2% dones solteres, i en un 34,8% no eren unitats familiars. En el 30,3% dels habitatges hi vivien persones soles el 18,7% de les quals corresponia a persones de 65 anys o més que vivien soles. El nombre mitjà de persones vivint en cada habitatge era de 2,39 i el nombre mitjà de persones que vivien en cada família era de 2,95.
Per edats la població es repartia de la següent manera: un 26,6% tenia menys de 18 anys, un 6,8% entre 18 i 24, un 27,8% entre 25 i 44, un 21,7% de 45 a 60 i un 17,1% 65 anys o més.
L'edat mediana era de 37 anys. Per cada 100 dones de 18 o més anys hi havia 82,2 homes.
La renda mediana per habitatge era de 38.971 $ i la renda mediana per família de 41.563 $. Els homes tenien una renda mediana de 36.071 $ mentre que les dones 23.068 $. La renda per capita de la població era de 21.719 $. Entorn del 8,4% de les famílies i el 14,1% de la població estaven per davall del llindar de pobresa.

## Poblacions més properes
El següent diagrama mostra les poblacions més properes.